# Douglas Sirk
Pour les articles homonymes, voir Sirk et Sierck (homonymie).
Douglas Sirk, connu initialement sous le nom de Detlef Sierck, est un réalisateur, scénariste et metteur en scène de théâtre allemand puis américain, né le 26 avril 1897 à Hambourg (Allemagne), et mort le 14 janvier 1987 à Lugano (Suisse).
Au cinéma, il commence sa carrière en Allemagne puis s'exile aux États-Unis en 1939, où il acquiert la nationalité américaine et modifie son nom en Douglas Sirk. À partir de 1942, il réalise à Hollywood des films historiques, des thrillers et des mélodrames pour quelques studios, dont Universal.
Considéré comme l'un des maîtres du mélodrame, avec John M. Stahl et Vincente Minnelli notamment, il figure parmi les cinéastes les plus importants de l'âge d'or d'Hollywood ayant influencé des cinéastes comme Jean-Luc Godard, Rainer Werner Fassbinder ou Pedro Almodóvar qui louèrent sa liberté formelle. Caractérisées par des personnages féminins forts, une utilisation exacerbée de la couleur et un sens profond des émotions humaines, des œuvres majeures comme Tout ce que le ciel permet, Écrit sur du vent, Le Temps d'aimer et le Temps de mourir (adaptation du roman d'Erich Maria Remarque) ou Mirage de la vie, pourtant méprisées à leur sortie, ont marqué l'histoire du cinéma et demeurent source d'inspiration pour de nombreux réalisateurs, fascinés, aujourd'hui encore, par ces mélodrames flamboyants.
Douglas Sirk est le père du jeune acteur allemand Klaus Detlef Sierck (de), tué sur le front de l’Est, et l'époux en secondes noces de la comédienne allemande Hilde Jary (de), qui a abandonné son métier à la suite des lois anti juives de 1933 et 1935, puis l’a accompagné et soutenu dans tous les voyages qui ont suivi leur exil.

## Biographie

### Jeunesse
Bien qu'il soit né à Hambourg, le jeune Hans Detlef Sierck est élevé au Danemark, pays de nationalité de ses deux parents,. Adolescent, il retourne en Allemagne où son père, journaliste, s'installe définitivement à Hambourg. Ses parents, son frère cadet et lui-même acquièrent alors la nationalité allemande. Après avoir obtenu son baccalauréat en 1915, un an après le début de la Première Guerre mondiale, il est enrôlé dans la Marine impériale allemande. Après la défaite de son pays le 11 novembre 1918, il entame des études, sur un mode dilettante, en droit, philosophie, puis en histoire de l'art jusqu'en 1922. À l'instar de Joseph L. Mankiewicz, cet excédent de bagage culturel lui conférera plus tard un statut d'aristocrate à Hollywood. Pour financer ses études, il écrit, comme son père auparavant, pour le quotidien hambourgeois Neue Hamburger Zeitung (qui devient en 1922 le Hamburger Anzeiger (en)). Durant toute cette période, il est baigné par la culture du Nord de l'Allemagne et du Danemark, dont Hambourg est le centre avec théâtres, opéra, salles de concert, musées et cinémas. C'est d'ailleurs grâce à sa grand-mère qu'il découvre le mélodrame au cinéma. Cette influence artistique est complétée par les films de Carl Dreyer et les peintures de Vilhelm Hammershøi. Pourtant, c'est pour le théâtre que se manifeste la vocation du jeune Sierck.

### Carrière au théâtre
En 1920, Sierck obtient un poste de dramaturge de production stagiaire et, quelques mois plus tard, celui de second dramaturge au sein du plus grand théâtre d'Allemagne, la Deutsches Schauspielhaus de Hambourg, où il monte rapidement ses premières pièces. Il décide d'arrêter ses études et de se consacrer à la mise en scène. Fort de quelques succès, il embrasse alors pleinement une carrière de metteur en scène au théâtre, en poste successivement à Chemnitz, Brême et finalement Leipzig où il s'installe en 1929. Après l'arrivée au pouvoir du parti nazi le 30 janvier 1933 et la politique de la mise au pas instaurée par Hitler dès mars 1933, qui stigmatise en particulier la population de confession juive, la situation personnelle de Sierck, et ses opinions en faveur de la république de Weimar, lui valent rapidement quelques démêlés avec les nouvelles autorités, car sa seconde femme, la comédienne Hilde Jary (de), est d'origine juive. Devant le caractère incontournable des complications auxquelles il doit faire face pour monter le moindre projet, et après un premier et dernier coup d'éclat à Berlin, il accepte un poste de réalisateur à la UFA en octobre 1934 où il acquiert au regard des autorités allemandes une nouvelle « virginité ».

### Le choix du cinéma
La UFA est alors la plus importante société de production cinématographique d’Allemagne et d’Europe continentale, en particulier grâce à ses immenses et tout nouveaux studios situés à Babelsberg dans la banlieue de Berlin. Parce qu'elle appartient depuis 1927 à l'homme d'affaires Alfred Hungenberg, ancien secrétaire général du parti ultra conservateur DNVP, Joseph Goebbels, ministre de l'Éducation du peuple et de la Propagande depuis mars 1933, ne l'a pas encore mise sous sa coupe, et laisse aux cadres dirigeants une certaine autonomie du fait du passé politique de son propriétaire.
Entrant de plain-pied dans ce qui est une industrie, Sierck adapte ses ambitions artistiques à ce média populaire par essence, déjà instrumentalisé par le pouvoir nazi, et obtient rapidement des succès importants, en particulier avec La Neuvième Symphonie, œuvre pour laquelle il reçoit le prix du meilleur film musical à la Mostra de Venise de 1936, et avec les deux films qu'il réalise successivement en 1936 (mais sortis en 1937), Paramatta, bagne de femmes et La Habanera, dans lesquels il dirige celle qui allait devenir la star du cinéma allemand de cette époque, l'actrice et chanteuse suédoise Zarah Leander. Dans le second film, tourné en partie à Tenerife, aux Canaries, la star interprète la célèbre chanson Der Wind hat mir ein Lied erzählt, adaptation allemande de La paloma. Le réalisateur a par ailleurs composé deux chansons que le personnage d'Astrée, jouée par l'actrice, chante à son fils : Du kannst es nicht wissen et Kinderlied. Au sujet de ses deux mélodrames, Douglas Sirk confie lors de ses entretiens avec l’historien irlandais Jon Halliday : « Paramatta, bagne de femmes a connu un grand succès, et Zarah Leander est montée au firmament des stars ; elle est devenue du jour au lendemain l'actrice la plus populaire d'Allemagne. ». Il indique également le terrible contexte politique du tournage de La Habanera : « Nous sommes allés à Tenerife, qui était aux mains des franquistes, pour tourner le film. Nous étions en plein milieu de la guerre civile espagnole. Ce qui se passait là-bas était terrible : il y avait un énorme camp de concentration — chose que je n'avais jamais vue en Allemagne. Il y eut également un accident. Je voulais mettre une corrida dans le film, mais le taureau louchait — ce qui est extrêmement dangereux. Le torero a essayé de me le dire. Mais, je ne parlais pas l'espagnol et il fallait que je passe par un interprète. Le torero fut tué, encorné par ce taureau loucheur. Depuis, et pour le restant de mes jours, cela pèse sur ma conscience », ajoute le réalisateur. Considérant son film comme « une critique sociale », il précise que « Le personnage de Ferdinand Marian (Don Pedro) que Zarah Leander épouse, possède l'île entière et tente de dissimuler l'existence d'une épidémie qui la ravage, parce qu'il agit de mèche avec une importante firme américaine de négoce de fruits (...). Le film avait un contenu anticapitaliste, ce qui marchait bien dans l'Allemagne de l'époque. ». D'autres auteurs ont mis en avant le caractère profondément nazi, xénophobe, hispanophobe et antiaméricain du film. Contrairement à ce que peut laisser penser le titre du film — la habanera (en français: la havanaise) est une danse et musique née vers 1830 à Cuba — l'intrigue a pour cadre l'île américaine et ancienne colonie espagnole de Porto Rico. Elle est dépeinte comme un lieu non aryen, sale, désorganisé, calqué sur les représentations nazies de la Pologne de l'époque. Figurée par le personnage interprété par Zarah Leander, la race germanique est comme contaminée par l'environnement et le contexte sanitaire de l'île. Son mariage avec un Portoricain est présenté contre nature et cette union ne peut ainsi être qu'un échec. L'île ne peut être sauvée que par l'arrivée d'un médecin aryen qui impose sa science, anticipant la politique raciale et meurtrière des nazis en Europe centrale et orientale. « La position du cinéaste vis-à-vis de l'intrigue et des personnages est pour le moins ambiguë. Seuls de trop rares moments (la mort du mari, le dernier plan quand Zarah Leander se retourne irrésistiblement vers l'île) viennent perturber l'adhésion globale du spectateur pour le "bon" couple. Si l'homme Sirk reste irréprochable [...] son œuvre est ici traversée par un trouble terrible.» écrit à ce propos le critique Patrice Blouin,. En outre, le message adressé au public allemand et aux expatriés germanophones de l'époque était clair : il vaut mieux rester fidèle à ses racines et revenir au pays. D'ailleurs, le film faisait partie des œuvres de propagande les plus vivement soutenues par Goebbels. Par contre, le film peut également être perçu comme une critique voilée du régime politique au pouvoir en Allemagne depuis janvier 1933 : un dictateur menace son propre peuple, est hostile aux étrangers, et a un secret qu’il souhaite cacher, l'épidémie de peste.
Les films que Sierck tourne pour la UFA ont d'étroites connivences avec les mélodrames familiaux qu’il réalisera plus tard pour Universal. Dès cette époque, il utilise ce genre cinématographique à des fins psychologiques, esthétiques et pour exprimer une critique sociale. De surcroît, il n'oublie guère, à ce moment-là, l'origine du mélodrame. Dans La Habanera et Paramatta, bagne de femmes, musiques et chansons revêtent une signification capitale. « Elles expriment, à travers les mélodies chantées par Zarah Leander, la fascination des personnages pour un lieu, une atmosphère, ou bien la déchéance de ces mêmes personnages, leur nostalgie, leurs regrets, et parfois toutes les illusions qu'ils se faisaient sur eux-mêmes ou sur autrui », écrit Jacques Lourcelles. La Habanera est le dernier film que Sierck réalise en Allemagne nazie.

### Le temps de l'exil
Bien que fortement courtisé par des producteurs et des dignitaires nazis, car de nombreux réalisateurs et acteurs talentueux, tels que Fritz Lang, Max Ophüls, Peter Lorre et Conrad Veidt ont déjà quitté leur pays, le couple Sierck prend lui aussi la décision de partir en exil fin 1937, quelques jours après la première de La Habanera, et ce, après que la nouvelle direction de la UFA, désormais totalement nazifiée depuis la nationalisation des studios en mars 1937, ordonne au réalisateur de divorcer de sa seconde épouse et de poursuivre sa carrière au service du Troisième Reich, et que les lois antisémites de Nuremberg sont appliquées depuis septembre 1935. « Lors de la nuit de Noël 1937, nous avons abandonné Berlin, et tous nos biens, argent, objets de valeur, œuvres d'art et mobilier, car même notre gouvernante, Mlle Linda Nietzsche, ne se doutait pas que nous n'allions pas revenir » déclare le cinéaste en 1957. Il laisse derrière lui son fils et unique enfant Klaus Detlef Sierck (en), né en 1925 de son premier mariage avec l'actrice Lydia Brincken (de), devenue adhérente au parti nazi. À la prise du pouvoir par Hitler, en 1933, cette dernière qui a la garde de leur enfant, obtient un jugement interdisant au réalisateur de voir son fils au motif que celui-ci s’est remarié avec une Juive. Sierck ne peut plus voir, sinon à l’écran, cet enfant devenu comédien, embrigadé dans les Jeunesses hitlériennes et dont la beauté cinégénique est exploité dans quelques films de propagande,.
En 1938, Detlef et Hilde Sierck s'installent brièvement à Vienne en Autriche, en Italie, à Paris, puis à New-York et finalement reviennent en France et en Suisse. C’est d’ailleurs dans ces deux derniers pays que le cinéaste accepte, par nécessité financière, de superviser la réalisation du film franco-suisse Accord final, qui est signé par le beau-frère d’un des producteurs, Ignacy Rosenkranz alias I. R. Bay. Bien que non crédité au générique, par souci d’anonymat en raison du conflit qui l’oppose à la UFA et à Goebbels, Sierck en effectue toute la mise en scène,. Le couple séjourne ensuite aux Pays-Bas en juillet et août 1939, période durant laquelle le réalisateur tourne Boefje. Ce film, dont il ne verra jamais le résultat final, est le dernier qu’il signe sous le nom de Detlef Sierck ; il fait en outre partie de la sélection du premier Festival international du film de Cannes qui doit se dérouler du 1er au 20 septembre 1939 et qui n'aura jamais lieu.
La guerre ayant éclaté le 1er septembre, le couple réussit finalement à obtenir un visa et quitte l’Europe le 14 septembre 1939 depuis le port de Rotterdam, à bord du paquebot de la Holland America Line, le SS Statendam, pour rejoindre les États-Unis. Une nouvelle étape de sa vie commence alors qu'il a désormais plus de 40 ans.

### Carrière à Hollywood

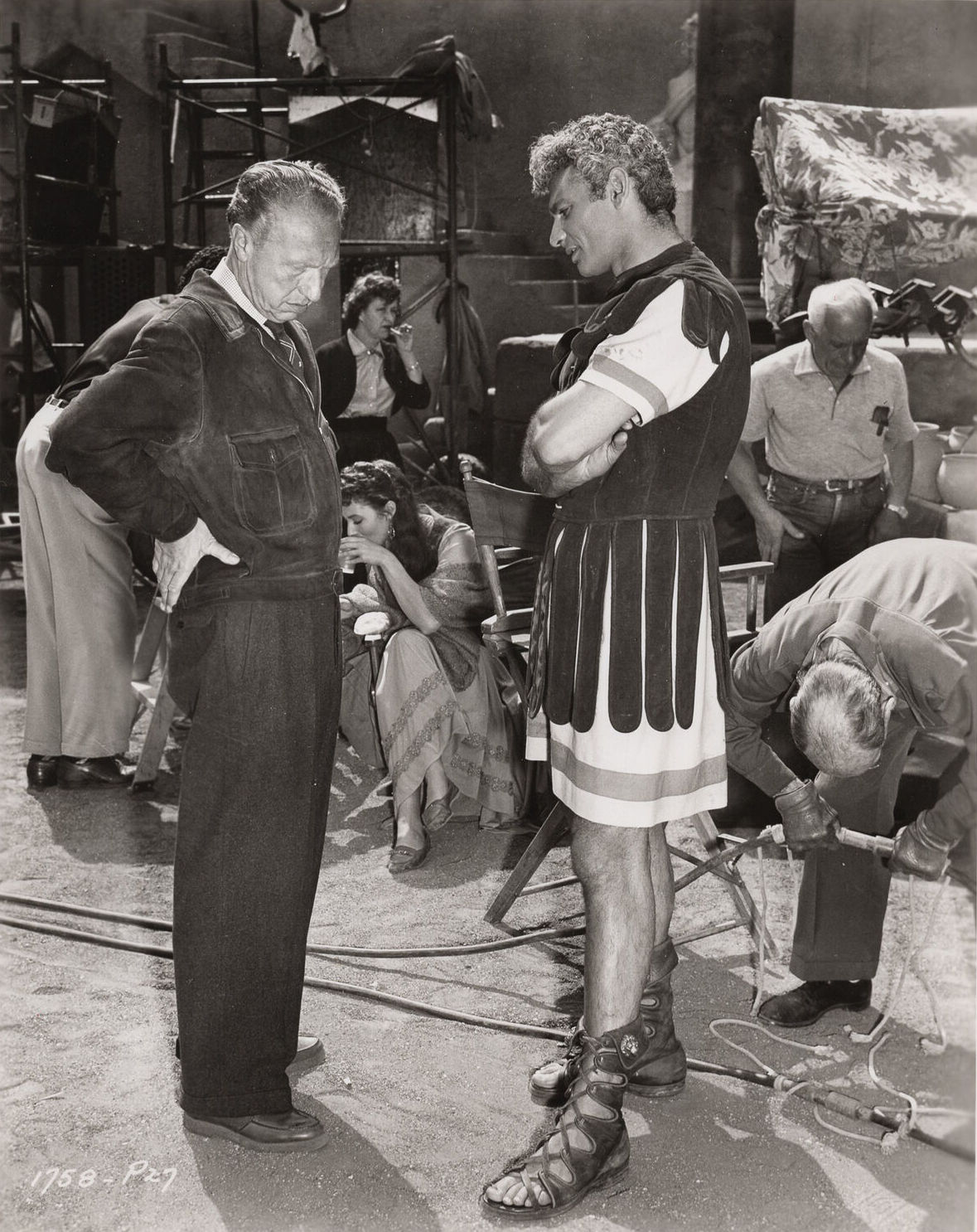
Douglas Sirk et Jeff Chandler lors du tournage du film Le Signe du païen (1954).

Durant les premières années de ce qu'il conçoit alors comme un exil bien temporaire, Sierck, après l'échec de son premier projet avec la Warner, embrasse une brève carrière d'éleveur de poulets puis de fermier près de San Francisco, années qu'il considère comme parmi les plus heureuses de sa parenthèse américaine.
L'attaque sur Pearl Harbor et l'entrée en guerre des États-Unis ouvrent une période plombée par des ressentiments anti-germaniques sourds mais généralisés. Il est alors contraint d'abandonner son activité et trouve refuge dans sa famille du cinéma où, bien que porté par son pedigree de réalisateur à succès, il débute comme simple auteur sous le nom américanisé de « Douglas Sirk », « Ne voulant pas passer pour allemand, il s'est donné une naissance danoise.» précise Bernard Eisenschitz en 2022.
Embauché en 1942 comme scénariste par la Columbia, dirigée à l'époque par le despotique Harry Cohn, aucun de ses synopsis ne voit le jour. Hilde Jary, quant à elle, a mis sa carrière en pause et mène désormais une vie de femme au foyer, certes aux côtés d’un artiste, et continue à relater les évènements de leurs existences dans ses carnets. Ceux-ci seront ultérieurement remis à la Cinémathèque suisse, tout comme les archives du cinéaste, après sa mort et vont constituer une source d’informations pour les historiens et les documentaristes du cinéma comme Bernard Eisenschitz et Roman Hüben.
C'est avec un petit film indépendant tourné en quatre semaines à fin de 1942 qu'il reprend place derrière la caméra. Puis, réalisé dans un style documentaire, Hitler's Madman, est le récit, en partie fictif, de l'attentat contre Reinhard Heydrich, « vice-gouverneur » du Reich en Bohême-Moravie, commis par des résistants tchécoslovaques le 27 mai 1942, suivi du récit du massacre du village de Lidice exécuté par les Allemands le 9 juin 1942 en représailles de la mort de Heydrich (survenue le 4 juin). Le massacre des villageois émeut profondément le monde libre, les Américains en particulier. Porté par un groupe d'exilés germaniques, dont Seymour Nebenzal, l'un des plus importants producteurs du cinéma allemand — ayant à son actif M le Maudit de Fritz Lang et Loulou de G. W. Pabst — réussit à présenter ce manifeste anti-nazi au ponte de la MGM, Louis B. Mayer. Le film est finalement étoffé de plans complémentaires à la demande de Mayer et sort en salles en août 1943. Ces deux évènements inspirent d'ailleurs deux autres célèbres émigrés de culture allemande à Hollywood : ainsi, sur un scénario de Bertolt Brecht, Fritz Lang réalise Les bourreaux meurent aussi ; le film sort quelques mois avant celui de Sirk, début 1943
Ayant ravivé l'intérêt des studios grâce à ce film, Sirk consolide cette position avec ses réalisations suivantes, premiers films où il dirige George Sanders, qui devient un ami. Sa carrière débute alors réellement, carrière type d'un réalisateur sous contrat à Hollywood se traduisant par une filmographie éclectique. Autant de projets, plus ou moins imposés par les dirigeants des studios, auxquels il tente d'imprimer une touche personnelle. De fait, éprouvé par l'attitude des grands industriels d'Hollywood, tout particulièrement Harry Cohn qu'il juge simplement médiocre, et désireux aussi de retrouver des traces de son fils Klaus, Douglas Sirk part d'Hollywood en octobre 1948, avec Hilde, pour trois déplacements sur une période d'une année, en Europe et notamment en Allemagne, dans l'espoir d'y retravailler et également de renouer avec son Heimat (en français : « pays natal »).

### Une tragédie indicible
Mobilisé, son fils Klaus meurt sur le front russe en 1944 à l'âge de 19 ans. Ayant appris la terrible nouvelle en 1946 par une carte postale adressée à sa mère par son ex-femme, Douglas Sirk ne réussit à connaître le lieu et les circonstances de sa mort que quelques années plus tard lors de son voyage effectué en Allemagne en 1949. Alors qu’il servait sur le front de l’Est comme fusilier dans la division « Großdeutschland », son fils est tué au combat le 6 mars ou le 22 mai 1944 en Ukraine (URSS) à Novo Aleksandrovka (aujourd'hui Mélitopol). Sa mort sera d'ailleurs annoncée dans le numéro du 6 juin 1944 du Film–Kurier Tageszeitung, le journal de l’industrie cinématographique allemande. C'est une tragédie indicible pour Sirk. Elle lui inspirera le scénario du poignant Le Temps d'aimer et le Temps de mourir, film qu'il tournera d'ailleurs en Allemagne, et, au-delà, infusera tout son cinéma, comme ses héros ordinaires, d’un lancinant désespoir. « Je crois certainement que le bonheur existe, ne serait-ce que par le simple fait qu’il peut être détruit.» déclarera le cinéaste. À ce pessimisme affiché, Jean-Luc Godard répond « Faut-il vivre pour aimer ou aimer pour vivre ? » dans son élogieuse critique parue dans le numéro 94 d'avril 1959 des Cahiers du cinéma, au moment de la sortie du film en France, ajoutant, « Je n’ai jamais cru autant à l’Allemagne en guerre qu’en voyant ce film américain tourné en temps de paix. ». Comme il l’a plus tard indiqué à son biographe Jon Halliday, Sirk avait espéré que son fils avait eu une chance de trouver un peu d’amour avant de mourir. Le film est, selon lui, « une histoire possible » de ce qui est peut-être arrivé au jeune Klaus. Le réalisateur exigera d'ailleurs de l'historien qu’il ne dévoile son drame intime qu’après sa mort. Ce que l'historien britannique fera dans la nouvelle version de son ouvrage Sirk on Sirk: Interviews with Jon Halliday paru en 1997 au Royaume-Uni et en France, la même année, sous le titre Conversations avec Douglas Sirk.
Son retour en Allemagne s'avère non fécond sur le plan professionnel. La création de sa propre compagnie de production, Douglas Films, et son projet de réaliser un remake de la comédie musicale Deux Cœurs, une valse (Zwei Herzen im Dreivierteltakt), film parlant mis en scène par Géza von Bolváry en 1930, sont des échecs. En outre, et : « À sa surprise, il est très mal accueilli. On lui en veut de ne pas avoir connu l'enfer des années de guerre. Le personnel du IIIe Reich est toujours en fonction, et il voit la situation catastrophique de la production cinématographique. Il juge stupide le démantèlement de la UFA par les Alliés : le fonctionnement du Konzern lui a toujours paru offrir les meilleures possibilités. » écrit Bernard Eisenschitz dans son ouvrage Douglas Sirk, né Detlef Sierck, en concluant par une constatation du cinéaste confiée en 1970 à Jon Halliday dans Conversations avec Douglas Sirk : « Cela a certainement contribué au naufrage du cinéma allemand, dont on sent encore les effets aujourd'hui. ». Déçu, Sirk retourne en Californie.
Il renoue dans les années 1950 avec des succès publics importants, construits en partie autour de l'acteur Rock Hudson qu'il aime comme un fils — l'acteur est né en 1925 comme Klaus Detlef Sierck — et dont il fait une star, tout particulièrement une série de mélodrames dans lesquels il finit par imposer une signature. Ces œuvres, magnifiées par un usage flamboyant du Technicolor, aujourd'hui ses plus connues, de Tout ce que le ciel permet, Écrit sur du vent, Le Secret magnifique, à Le Temps d'aimer et le Temps de mourir (d'après le roman d'Erich Maria Remarque) et Mirage de la vie, sont cependant reçues froidement par les critiques institutionnels. Son œuvre commence à être réévaluée à partir de la fin des années 1950, notamment par Jean-Luc Godard, alors que sortent ses derniers films américains.

### Retour en Europe
Après le grand succès de Mirage de la vie, film qui aborde les thèmes du racisme et de la place des métis et des Afro-américains dans l'Amérique des années 1950, et dont le retentissement est également dû en partie au scandale auquel est mêlée la star du film, Lana Turner, Douglas Sirk et son épouse reviennent en Europe en 1959 et s'installent à Lugano, en Suisse. Malade et lassé de la manière dont les studios gèrent les tournages, il a résilié son contrat avec Universal. Dès lors il continue d'écrire, uniquement en allemand, des pièces pour le théâtre, des nouvelles et des poèmes. Ses travaux littéraires ne sont pour autant pas destinés à un public, comme l'indique Roman Hüben dans son documentaire réalisé en 2021, Douglas Sirk - Le cinéaste du mélodrame. En décembre 1970, le cinéaste allemand Rainer Werner Fassbinder lui rend visite après avoir vu quelques-uns de ses films hollywoodiens. Plus tard, il fait part de la forte influence qu'exerce son aîné sur lui : « Sirk résout la prétendue opposition entre art noble et commercial. » relate Bernard Eisenschitz. Fassbinder ajoute: « [il] m'a donné le courage de faire des films qui plaisent au public. Avant je croyais que pour travailler sérieusement il fallait se dégager totalement des dramaturgies hollywoodiennes. Hollywood est programmé sur des modèles très précis, et auparavant, toute la dramaturgie hollywoodienne me paraissait bête. Mes scrupules d'Européen moyennement cultivé m'auraient empêché de raconter des histoires de cette manière. Sirk m'a fait comprendre que c'était possible, quoi qu'on pense de ses films. […] Pour moi, Sirk a été une rencontre décisive. ».
Parallèlement à ses activités littéraires, Sirk enseigne le cinéma en tant que professeur invité à la Hochschule für Fernsehen und Film de Munich de 1974 à 1977. C'est dans la capitale bavaroise qu'il coréalise avec des étudiants de l'école trois courts métrages, dont notamment en 1977 l'adaptation d'une nouvelle d'Arthur Schnitzler, Sylvesternacht, avec Hanna Schygulla, la muse d'un de ses plus grands admirateurs et amis, Rainer Werner Fassbinder. Il codirige d'ailleurs le réalisateur allemand en 1979 dans ce qui sera son dernier film, Bourbon Street Blues. À ce dernier et aux étudiants qui le considèrent comme un maître, il répond :« Je ne sais pas si je suis un maître pour vous. C'est une découverte terrible. Je pense à Karajan, à ce genre de personnages. Je suis très loin de ça. Je vous considère comme mes collègues. Et c'est là toute ma tâche : vous montrer comment on fait un vrai film à partir d'un tout petit objet, présenter "en miniature" la manière dont on fait un grand film. »,.
En 1970, il accorde une série d'entretiens à l'historien britannique Jon Halliday. De ces interviews et analyses de films, Halliday en tirera le premier ouvrage de référence consacré au réalisateur, Sirk on Sirk: Interviews with Jon Halliday (Secker & Warburg for the British Film Institute), publié au Royaume-Uni en 1971 et en France en 1997 sous le titre Conversations avec Douglas Sirk.
Douglas Sirk aurait dû être le président du jury du Festival de Cannes de 1980 mais le télégramme d'invitation fut mal transcrit et se trouva adressé à Kirk Douglas. Celui-ci accepta et l'erreur ne put être rectifiée.
Désormais atteint de cécité, il vit retiré toute l'année à Lugano, dans le canton suisse du Tessin. Il y meurt le 14 janvier 1987. Son épouse Hilde lui survit deux années, presque jour pour jour, et meurt le 15 janvier 1989 à Tel Aviv, en Israël où elle a émigré.

### Vie privée
En 1924, Douglas Sirk se marie avec l'actrice allemande Lydia Brincken (de) (1887-1947). De cette union naît en 1925 son seul enfant, le futur acteur Klaus Detlef Sierck (en), mort sur le front de l’Est le 6 mars ou le 22 mai 1944.
Le 27 février 1929, il épouse en secondes noces la comédienne allemande Hilde Jary (de) (1899-1989).

## Analyse du style sirkien

### La structure narrative chez Douglas Sirk
Les mélodrames de Douglas Sirk se fondent principalement sur les antithèses pour souligner le pathétique des situations. Le cinéaste oppose, dans sa période américaine, la ville hypocrite à la campagne naturelle, l'individu à la société, les hommes aux femmes, les Blancs aux Noirs, les riches aux pauvres. Une de ses oppositions fondamentales est celle d'un personnage vacillant et tragique face à un personnage stable, comme dans Écrit sur du vent.

### L'esthétique sirkienne
Si un trait stylistique est caractéristique de l'œuvre de Sirk, c’est bien sa palette de couleurs dont le Technicolor lui permet de disposer depuis Qui donc a vu ma belle? (1952), qui est son premier film tourné en couleurs : celles-ci sont baroques, chaudes, excessives, à l'image des bouleversements des personnages et des situations. Ses couleurs de prédilection sont le rose et le rouge (qui représentent pour lui rage de vivre et fringale sexuelle) et le jaune (couleur typiquement artificielle qui évoque l'importance des apparences). À ces couleurs chaudes, Sirk oppose les tons de bleu pour des atmosphères nocturnes. Finalement, il utilise le violet ou le lilas pour ajouter une valeur sentimentale et nostalgique au récit.
Son utilisation de la couleur se modifie à partir de 1957 lorsqu'il réalise en Allemagne Le Temps d'aimer et le Temps de mourir, à la fois son film le plus personnel et son plaidoyer contre la guerre et le nazisme, en employant pour la première fois « la Eastmancolor, procédé largement employé dans les années 1950, moins connue que le Technicolor et qui, contrairement à ce dernier impressionnait les trois couleurs de base (rouge, vert, bleu) sur une seule et même pellicule, autorisant ainsi une plus grande fidélité chromatique. Là encore, Sirk se révèle coloriste de talent, en détachant des teintes immédiatement discernables et répétées à l'envi. Les dégradés de bleu-gris envahissent l’écran : uniformes des soldats, ciels tourmentés, bâtiments en ruine, ongles sales ; toutes les nuances se répondent avec un naturel confondant qui ne doit rien au hasard. Car son emploi des couleurs témoigne lui aussi d’une confrontation entre différentes situations antagonistes : quand les ouvriers, également parés de vêtements aux teintes grises fouillent les décombres à la recherche d’éventuels survivants, une éclaircie apparaît, laissant éclater un bleu presque ironique au vu du contexte, qui cadre mal avec la douleur omniprésente. Lorsqu’Ernst Graeber est abattu par un partisan russe au dernier plan du film, le printemps bourgeonne et la lumière se fait presque aveuglante, jetant un voile dérisoire sur la séquence, accentuant encore son caractère mélodramatique. Sirk attache une importance immense à ce que les images de son film soient belles, et on peut affirmer en toute objectivité qu’elles le sont. » écrit Geoffrey Carter.
Le cinéaste utilise également les décors de manière symbolique. Selon lui, les escaliers évoquent le désir des protagonistes de s'élever et de dominer leur vie. Le réalisateur affectionne aussi les miroirs, parce qu'on y voit tomber les masques ou bien parce qu'ils permettent de renvoyer l'image multipliée de la solitude. Il utilise également les fenêtres, qui marquent une pause dans le récit, une ponctuation pathétique dans celui-ci : « la femme à la fenêtre est un témoin passif, situé à la frontalité du monde clos, intérieur, et du monde extérieur, à la limite de la cellule familiale et de l’univers social, mais – quoiqu’elle regarde à l’extérieur – elle ne franchit pas cette limite, elle ne cesse pas d’appartenir au cercle domestique qui simultanément la protège et l’enferme. ».
Touché par l’infinie tendresse du cinéaste pour ses personnages, Rainer Werner Fassbinder disait de ses somptueux mélos : « Même si ce sont des films faits de manière artificielle et travaillée, ils sont incroyablement vivants ».

## Postérité
Les films de Douglas Sirk sont cités dans les longs-métrages de nombreux réalisateurs tels que Rainer Werner Fassbinder, dont Tous les autres s'appellent Ali (1974) est en partie basé sur Tout ce que le ciel permet, et plus tard, Quentin Tarantino, Todd Haynes, Pedro Almodóvar, Wong Kar-wai, David Lynch, John Waters et Lars von Trier. Plus précisément, l'utilisation vibrante de la couleur par Almodóvar dans Femmes au bord de la crise de nerfs (1988) rappelle la direction de la photographie des films de Sirk des années 1950, tandis que Loin du paradis (2003) de Haynes est une tentative assumée de reproduire un mélodrame typique de Sirk, en particulier Tout ce que le ciel permet. Tarantino a rendu hommage à Sirk et à son style mélodramatique dans Pulp Fiction, lorsque le personnage de Vincent Vega, dans un restaurant à la décoration « années 1950 », commande le « steak Douglas Sirk » cuit « sanglant comme l'enfer ». Le réalisateur finlandais Aki Kaurismäki a également fait allusion à Sirk dans son film muet, Juha (1999), la voiture de sport du méchant s'appelle « Sierck ». Douglas Sirk est également l'un des réalisateurs mentionnés par Guillermo del Toro dans son discours d'acceptation de l'Oscar 2018 du meilleur film pour La Forme de l'eau (2017): « En grandissant au Mexique quand j'étais enfant, j'étais un grand admirateur de films étrangers. Des films étrangers, comme E.T., William Wyler, ou Douglas Sirk, ou Frank Capra. ». Les films Polyester (1981) et Serial Mother (1984) réalisés par John Waters sont, selon le réalisateur lui-même, fortement influencés par les mélodrames que Sirk a tournés pour Universal.

## Filmographie

### Comme réalisateur
En Allemagne (sous le nom de Detlef Sierck) : 
- 1934 : Zwei Genies, court-métrage
- 1935 : La Fille des marais (Das Mädchen vom Moorhof)
- 1935 : Der Eingebildete Kranke, court-métrage, d'après Le Malade imaginaire de Molière
- 1935 : Dreimal Ehe, court-métrage
- 1935 : Avril, Avril ! (de)
  - 't was een april (version néerlandaise de Avril, Avril !)
- 1935 : Les Piliers de la société (Stützen der Gesellschaft)
- 1936 : La Neuvième Symphonie (Schlußakkord)
- 1936 : Du même titre (Das Hofkonzert)
- 1937 : La Chanson du souvenir
- 1937 : Paramatta, bagne de femmes (Zu neuen Ufern)
- 1937 : La Habanera

En France : 
- 1938 : Accord final. ou Accord final au Lac Léman

Aux Pays-Bas : 
- 1939 : Boefje

Aux États-Unis (sous le nom de Douglas Dirk à partir de 1943) : 
- 1941 : The Christian Brothers at Mont La Salle, court-métrage
- 1943 : Hitler's Madman
- 1944 : L'Aveu (Summer Storm)
- 1946 : Scandale à Paris (A Scandal in Paris)
- 1947 : Des filles disparaissent (Lured)
- 1948 : L'Homme aux lunettes d'écaille (Sleep, My Love)
- 1949 : Jenny, femme marquée (Shockproof)
- 1949 : Française d'occasion (Slightly French)
- 1950 : Le Sous-marin mystérieux (en) (Mystery Submarine)
- 1951 : La Première Légion (The First Legion)
- 1951 : Tempête sur la colline (Thunder on the Hill)
- 1951 : Eve paie sa dette (The Lady Pays Off)
- 1951 : Les Parents apprivoisés (Week-End with Father)
- 1952 : No Room for the Groom (en)
- 1952 : Qui donc a vu ma belle ? (Has Anybody Seen My Gal?)
- 1953 : Le Joyeux Charlatan (en) (Meet Me at the Fair)
- 1953 : Take Me to Town
- 1953 : Désir de femme (All I Desire)
- 1954 : Taza, fils de Cochise (Taza, Son of Cochise)
- 1954 : Le Secret magnifique (Magnificent Obsession)
- 1954 : Le Signe du païen (Sign of the Pagan)
- 1955 : Capitaine Mystère (Captain Lightfoot)
- 1955 : Tout ce que le ciel permet (All That Heaven Allows)
- 1956 : Demain est un autre jour (There's Always Tomorrow)
- 1956 : Écrit sur du vent (Written on the Wind)
- 1957 : Les Ailes de l'espérance (Battle Hymn)
- 1957 : Les Amants de Salzbourg (Interlude)
- 1958 : La Ronde de l'aube (The Tarnished Angels)
- 1958 : Le Temps d'aimer et le Temps de mourir (A Time to Love and a Time to Die)
- 1959 : Mirage de la vie (Imitation of Life)

En Allemagne: 
- 1975 : Sprich zur mir wie der Regen, court-métrage, co-réalisateur avec un groupe d'étudiants en cinéma
- 1977 : Sylvesternacht, court-métrage, co-réalisateur avec un groupe d'étudiants en cinéma
- 1979 : Bourbon Street Blues, court-métrage, co-réalisateur avec un groupe d'étudiants en cinéma

### Comme scénariste
En Allemagne : 
- 1936 : La Neuvième Symphonie (Schlußakkord)
- 1936 : Du même titre (Das Hofkonzert)
- 1937 : La Chanson du souvenir
- 1937 : Liebling der Matrosen, co-scénariste
- 1937 : Paramatta, bagne de femmes (Zu neuen Ufern)

Aux Pays-Bas : 
- 1939 : Boefje

En Allemagne : 
- 1977 : Sylvesternacht
- 1979 : Bourbon Street Blues

### Autres
Aux États-Unis :
- 1944 : L'Aveu. Réalisé par lui-même. Sirk en signe l'adaptation sous le pseudonyme de Michael O'Hara[55].
- 1946 : Le Démon de la chair d'Edgar George Ulmer. Sirk participe à la mise en scène mais il n'est pas crédité au générique.
- 1956 : Ne dites jamais adieu de Jerry Hopper. Sirk est initialement chargé de la réalisation et tourne quelques scènes avec George Sanders avant d'être remplacé par Hopper.

## Mises en scène de théâtre et d'opéra

### Liste non exhaustive[56]
Deutsches Schauspielhaus de Hambourg :
- 1922 : Bahnwärter Tod (La Mort du garde-barrière) d'Hermann Bossdorf

Schauspielhaus de Brême :
- 1923-1924 : Les Joyeuse commères de Windsor de William Shakespeare (traduction et adaptation de Detlef Sierck)
- 1923-1924 : Le Songe d'August Strindberg
- 1923-1924 : L'Éveil du printemps de Frank Wedekind
- 1923-1924 : Antoine et Cléopâtre de William Shakespeare
- 1924-1925 : La Petite Catherine de Heilbronn de Heinrich von Kleist
- 1924-1925 : Sainte Jeanne de George Bernard Shaw
- 1924-1925 : Beaucoup de bruit pour rien de William Shakespeare
- 1925-1926 : César et Cléopâtre de William Shakespeare
- 1925-1926 : John Gabriel Borkman de Henrik Ibsen
- 1925-1926 : Six personnages en quête d'auteur de Luigi Pirandello (adaptation de Sierck)
- 1925-1926 : Liebelei (Badinage) d'Arthur Schnitzler
- 1925-1926 : Cyrano de Bergerac d'Edmond Rostand
- 1926-1927 : Week-end de Noël Coward (première pièce jouée par Hilde Jarry)
- 1926-1927 : Le Barbier de Séville de Beaumarchais
- 1926-1927 : Ein Frühlingsopfer (Le Sacre du printemps) d'Eduard von Keyserling
- 1927-1928 : La Nuit des rois de William Shakespeare (adaptation de Sierck)
- 1927-1928 : Volpone de Ben Jonson
- 1927-1928 : L'Éventail de Lady Windermere d'Oscar Wilde
- 1928-1929 : Œdipe roi de Sophocle
- 1928-1929 : L'Opéra de quat'sous de Bertolt Brecht et Kurt Weill (avec Hilde Jarry)
- 1929-1930 : Othello de William Shakespeare

Altes Theater de Leipzig
- 1929-1930 : Don Carlos de Friedrich von Schiller
- 1930-1931 : Élisabeth d'Angleterre de Ferdinand Bruckner
- 1930-1931 : Die Ehe (Le Mariage) d'Alfred Döblin
- 1930-1931 : Clavigo de J. W. von Goethe
- 1931-1932 : Leben in dieser zeit (Vivre en ce temps) d'Erich Kästner
- 1931-1932 : Faust I de J. W. von Goethe
- 1932-1933 : Les Brigands de Friedrich von Schiller
- 1932-1933 : Der Tage der Kaiser (Le Temps des empereurs) de Christian Dietrich Grabbe (adaptation de Sierck)
- Février 1933 : Der Silbersee (Le Lac d'argent) de Kurt Weill sur un livret de Georg Kaiser (la première a lieu le 18 février mais la représentation est arrêtée le 4 mars 1933 par les Nazis)
- 20 avril 1933 : Schlageter de Hanns Johst (cette pièce, expression de l'idéologie nazie, est jouée le jour de l'anniversaire d'Adolf Hitler pour célébrer l'arrivée au pouvoir des Nazis. Il s'agit d'une hagiographie héroïque du martyr « pré-nazi » Albert Leo Schlageter (1894-1923). La phrase « quand j'entends le mot culture, je sors mon révolver », souvent prêtée à des dirigeants nazis, vient de cette pièce. Mais la phrase originale est un peu différente : « Wenn ich Kultur höre… entsichere ich meinen Browning ! ». « Quand j'entends parler de culture… je relâche la sécurité de mon Browning ! » (acte 1, scène 1).
- Novembre 1933 : Der Grosse Kurfürst (Le Grand Électeur) de Hans Rehberg (dramaturge et écrivain nazi depuis 1930)
- 1933 : Alle gegen Einen, Einer für Alle (Tous contre un, un pour tous) de Friedrich Forster (pièce de propagande transposant le putsch de la Brasserie de 1923 dans la Suède du XVIe siècle[57])
- 1933 : Lob des Landes de Richard Billinger
- 2 février 1934 : Hamlet de William Shakespeare

Reichsfestspiele de Heidelberg
- Juin 1934 : La Cruche cassée d'Heinrich von Kleist (la première édition du Reichsfestspiele (en français : festival de théâtre du Reich) s'est tenue dans la cour du château de Heidelberg car le Thingstätte (en français: arène) en plein air voulu par les Nazis était en cours de construction sur le versant d'une colline en périphérie de la ville).

Altes Theater de Leipzig
- 1934 : La Pucelle d'Orléans de Friedrich von Schiller
- 15 février 1935 : Macbeth de William Shakespeare
- 1935 : Regen und Wind (The Wind and the Rain) de Merton Hodge (adaptation de Sierck, mise en scène de Peter Stanchina)

Volskbühne de Berlin
- Automne 1935 : La Nuit des rois de William Shakespeare

Residenztheater de Munich (mises en scène signées Detlef Sierck)
- 1963 : Cyrano de Bergerac d'Edmond Rostand
- 1964 : Le roi se meurt d'Eugène Ionesco
- 1965 : La Tempête de William Shakespeare (traduction de Sierck)
- 1966 : Der Parasit de Friedrich von Schiller (la pièce est une réécriture de Médiocre et rampant, ou le Moyen de parvenir (1797) de Louis-Benoît Picard, et dont l'intrigue est basée sur le Tartuffe de Molière)
- 1967 : L'Avare de Molière

Théâtre Thalia de Hambourg
- 1969 : Le Paradis sur terre (The Seven Descents of Myrtle) de Tennessee Williams (mise en scène signée Douglas Sirk, et dernière de l'artiste)

## Hommages
Son pays natal lui rend hommage à travers les prix que le cinéma allemand lui remet en 1978 lors de la cérémonie des Deutscher Filmpreis à Berlin et en 1985 lors de celle des Bayerischer Filmpreis à Munich.
En 1979, la première rétrospective consacrée au metteur en scène a lieu à Paris, conjointement à la Cinémathèque française à Chaillot et au Centre Pompidou. Douglas Sirk aurait dû être présent mais la Cinémathèque manquait de moyens financiers pour l'inviter lui et son épouse. Un ouvrage est publié à cette occasion sous la direction de Gilles Colpart et Emmanuel Bonn et qui fait suite à leur rencontre avec le cinéaste au Festival de Locarno en 1978, laquelle donna lieu à la mise en oeuvre également sous leur direction de cette première rétrospective en France dédiée au cinéaste.
En hommage au réalisateur, le Festival du film de Hambourg décerne chaque année depuis 1995 le prix Douglas Sirk à une personnalité qui a rendu des services exceptionnels à la culture et à l'industrie cinématographiques.
Lors de l'édition du Festival de Locarno du 3 au 13 août 2022, une rétrospective de ses films est organisée sous la direction conjointe de Bernard Eisenschitz, historien du cinéma et traducteur, et Roberto Turigliatto, un des sélectionneurs du Festival de Locarno et en partenariat avec la Cinémathèque suisse et la Cinémathèque française, avec en particulier la présentation de documents précieux et inédits fournis par la famille du réalisateur à travers la Douglas Sirk Foundation et conservés depuis 2012 par la Cinémathèque suisse. Pour le directeur artistique du Festival, Giona A. Nazzaro, « le moment est venu de découvrir dans son intégralité un auteur extraordinaire comme Douglas Sirk, en explorant toutes les facettes de son œuvre. Que cette rétrospective ait lieu à Locarno, terre d’élection du Maître à la fin de sa vie, met en exergue les liens étroits qui unissaient le cinéaste et le Tessin. Sirk a su déconstruire les hypocrisies de la société en créant des mélodrames parmi les plus flamboyants et politiques de tous les temps. Intellectuel extrêmement cultivé, il s’est aussi essayé aux genres populaires en défendant des acteurs tels que Rock Hudson, Jane Wyman, Dorothy Malone, Robert Stack, Lana Turner, Jack Palance ou Jeff Chandler, et il a même offert à un James Dean encore inconnu son premier tremplin professionnel. Redécouvert par la Nouvelle Vague, prisé par Bertolucci et défendu par Rainer W. Fassbinder, Daniel Schmid et Todd Haynes, le travail de Sirk pourra, grâce à la Rétrospective de Locarno, être apprécié dans son immense richesse ». Roberto Turigliatto ajoute: « En 1978, quelques années avant sa mort, Douglas Sirk participa au Locarno Film Festival, où il présenta plusieurs films. Nous avions alors redécouvert le réalisateur, après les rares récompenses qui lui avaient jusqu'alors été décernées. Quarante-quatre ans plus tard, il nous a paru indispensable de revenir sur l'œuvre de ce grand Maître à travers une Rétrospective complète capable d’en explorer toute la complexité, afin de répondre à un intérêt international fort et renouvelé ».
Du 31 août au 26 octobre 2022, cette rétrospective est présentée à la Cinémathèque française. À cette occasion, Bernard Eisenschitz y donne une conférence sur la thématique suivante: « Réalisateur allemand devenu plus américain que les Américains, homme de théâtre qui n'est pas pensable hors du cinéma, cinéaste de genre dont les films ont des échos autobiographiques, peintre, musicien, traducteur, comment Douglas Sirk est-il devenu un auteur complet ? ». Parallèlement à ces deux évènements, les Éditions de lŒil font paraître en juillet 2022 l'ouvrage rédigé par Bernard Eisenschitz, Douglas Sirk, né Detlef Sierck. « Douglas Sirk était déjà un auteur complet lorsqu’il présentait ses mises en scène théâtrales à Brême et à Leipzig, [explique Bernard Eisenschitz] une activité qui a pris fin avec le scandale orchestré par les nazis lors de sa création de l'opéra de Kurt Weill, (Der) Silbersee (Le Lac d’argent). Sous le Troisième Reich, il a réalisé sans compromis cinq films remarquables et a découvert la grande chanteuse et actrice Zarah Leander avant de fuir l'Allemagne nazie. À Hollywood, il a suivi un parcours artistique solitaire, personnel et éclectique, qui a abouti aux chefs-d'œuvre que sont ses grands mélodrames. ».

## Distinctions
Bien que Douglas Sirk n'ait jamais été nommé pour un Oscar et n'en reçut aucun pour l'ensemble de sa carrière, cinq acteurs de ses films ont eu cet honneur : Jane Wyman est nommée à l'Oscar de la meilleure actrice en 1955 pour Le Secret magnifique, Susan Kohner et Juanita Moore le sont à celui de la meilleure actrice dans un second rôle en 1960 pour Mirage de la vie et Robert Stack à celui du meilleur acteur dans un second rôle en 1957. Seule Dorothy Malone est récompensée en recevant l'Oscar de la meilleure actrice dans un second rôle en 1957 pour sa prestation dans Écrit sur du vent.

### Récompenses
- Festival international du film de Venise 1936 : meilleur film musical pour La Neuvième Symphonie
- BoxOffice Magazine Awards de mars 1957 (États-Unis) : Blue Ribbon Award du meilleur film du mois pour toute la famille pour Les Ailes de l'espérance (États-Unis)
- Deutscher Filmpreis 1978 : prix honorifique pour sa contribution exceptionnelle au cinéma allemand.
- Bayerischer Filmpreis 1985 : prix honorifique
- Online Film & Television Association 2018 (États-Unis) : OFTA Film Hall of Fame (à titre posthume)

### Nominations
- Festival international du film de Venise 1936 : meilleur film étranger pour La Neuvième Symphonie (Allemagne)
- Festival international du film de Venise 1937 : meilleur film étranger pour Paramatta, bagne de femmes (Allemagne)
- Festival international du film de Cannes 1939 : Grand prix pour Boefje (Pays-Bas)
- Festival international du film de Berlin 1958 : Ours d'or pour Le Temps d'aimer et le Temps de mourir (États-Unis)
- Laurel Awards 1958 (États-Unis) : Golden Laurel du meilleur réalisateur (7e place)
- Laurel Awards 1959 : Golden Laurel du meilleur réalisateur (8e place)
- Directors Guild of America Awards 1960 (États-Unis) : DG Award de l'exceptionnelle réalisation cinématographique pour Mirage de la vie (États-Unis)

### Documentaires
- Daniel Schmid, Mirage de la vie, Suisse, 50 min, Télévision Suisse Romande (TSR), 1983. Avec la participation de Hilde Jary (de).

- « Mirage de la vie - Regarder le documentaire complet », sur Youtube (consulté le 14 mars 2023).

- Roman Hüben, Douglas Sirk, Meister des Melodrams (en français : Douglas Sirk - Le cinéaste du mélodrame), France - Allemagne - Suisse, 76 min, Arte/ZDF, 2021. Avec les témoignages de Todd Haynes, Jon Halliday, Bernard Eisenschitz, Denis Rossano, Hanna Schygulla et les interviews (archives) de Rock Hudson, Rainer Werner Fassbinder et Douglas Sirk. 
Regarder en ligne : 
  - « Douglas Sirk - Le cinéaste du mélodrame », Regarder le documentaire complet, disponible seulement du 27 février au 27 mai 2023, sur Arte.tv, octobre 2022 (consulté le 12 mars 2023) ;
  - (de-CH) « Filmpodium: Douglas Sirk – Hope as in Despair », sur filmpodium.ch, octobre 2022 (consulté le 12 mars 2023).

### Conférence
- Bernard Eisenschitz, Douglas Sirk, né Detlef Sierck, conférence organisée par et à la Cinémathèque française, Paris, 8 septembre 2022.

- « Douglas Sirk, né Detlef Sierck - Regarder la vidéo complète », sur Youtube (consulté le 12 mars 2023)